# Stora tjärnen (Gällinge socken, Halland)
Stora tjärnen är en sjö i Kungsbacka kommun i Halland och ingår i Viskan-Rolfsåns kustområde.